# Atticus Shaffer

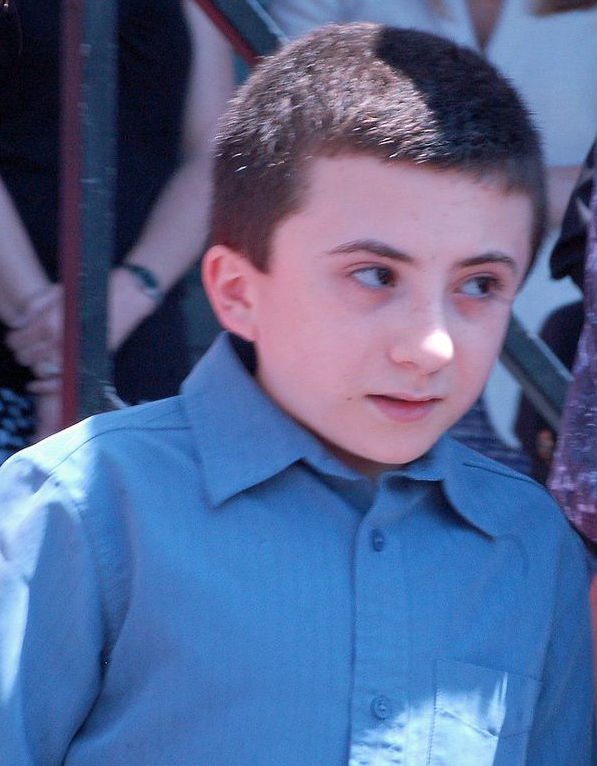
Atticus Shaffer (2012)

Atticus Ronald Shaffer (* 19. Juni 1998 in Santa Clarita, Kalifornien) ist ein US-amerikanischer Schauspieler und Synchronsprecher, bekannt durch seine Rolle als Brick Heck in der Serie The Middle.

## Leben und Karriere
Atticus Shaffer wurde im Juni 1998 in der mittelgroßen kalifornischen Stadt Santa Clarita als Sohn von Debbie und Ron Shaffer geboren. Shaffer hat Osteogenesis imperfecta Typ IV, eine genetische Krankheit, die er von seiner Mutter geerbt hat, die Typ I hat. Er ist benannt nach der Romanfigur Atticus Finch, aus Wer die Nachtigall stört von Harper Lee. Derzeit wohnt Atticus Shaffer in Acton, Kalifornien.
Seine erste Rolle übernahm er 2007 in der Fernsehserie The Class in Form einer Gastrolle als Jonah. 2008 und 2009 folgten kleinere Auftritte in den Filmen Big Fat Important Movie und Opposite Day sowie in der Serie My Name Is Earl. Ebenfalls 2009 war er in der Rolle von Matty Newton im Horror-Thriller The Unborn zu sehen. Von 2009 bis 2018 übernahm er die Hauptrolle Brick Heck in der Comedyserie The Middle, das jüngste Kind von Mike (Neil Flynn) und Frankie Heck (Patricia Heaton). Am Set der Serie bekam er von seiner Mutter Hausunterricht. Zusammen mit Charlie McDermott und Eden Sher, den Schauspielern seiner Seriengeschwister, war Shaffer bei den Young Artist Awards 2011  in der Kategorie Herausragende Besetzung in einer Fernsehserie nominiert. Von 2010 bis 2011 war er als Synchronsprecher von Albert Glass in der Zeichentrickserie Der Fisch-Club tätig. 2011 übernahm er kleine Gastrollen in der Fernsehserien Tripp’s Rockband, ThunderCats und Shake It Up – Tanzen ist alles. Ende September 2012 war er in Tim Burtons Neuverfilmung des Kurzfilms Frankenweenie aus dem Jahr 1984 als Edgar zu hören.
Außerdem betreibt er seit 2013 einen YouTube-Kanal mit dem Namen AtticusShafferVlog. Er streamt auch auf einem Twitch-Kanal.

## Filmografie (Auswahl)
- 2007: The Class (Fernsehserie, Episode 1x18)
- 2007: Zeit der Sehnsucht (Days of Our Lives, Seifenoper, eine Episode)
- 2007: Human Giant (Fernsehserie, Episode 1x01)
- 2008: Hancock
- 2008: Big Fat Important Movie (An American Carol)
- 2009: My Name Is Earl (Fernsehserie, Episode 4x20)
- 2009: The Unborn
- 2009–2018: The Middle (Fernsehserie, 215 Episoden)
- 2010–2014: Der Fisch-Club (Fish Hooks, Fernsehserie, 29 Episoden, Stimme von Albert Glass)
- 2011: Tripp’s Rockband (I’m in the Band, Fernsehserie, Episode 2x06)
- 2011: Die Pinguine aus Madagascar (The Penguins of Madagascar, Fernsehserie, 3 Episoden, Stimme)
- 2011: ThunderCats (Fernsehserie, Episode 1x04, Stimme)
- 2011: Shake It Up – Tanzen ist alles (Shak It Up, Fernsehserie, Episode 2x04)
- 2012: Frankenweenie (Stimme von Edgar Gore)
- 2013: Super Buddies (Stimme von Monk-E)
- 2013–2016, 2018: Steven Universe (Fernsehserien, 10 Episoden, Stimme von Peedee Fryman)
- 2015: See Dad Run (Fernsehserie, Episode 3x15)
- 2015: Clarence (Fernsehserie, Episode 1x38, Stimme)
- 2015–2019: Die Garde der Löwen (Fernsehserie, Stimme von Ono)
- 2016–2018: Home – Zuhause bei Tip & Oh (Home: Adventures with Tip & Oh, Fernsehserie, Episode 4x05, Stimme)
- 2017–2019: Star gegen die Mächte des Bösen (Fernsehserie, 3 Episoden, Stimme von Dennis)
- 2017–2019: Pete the Cat (Fernsehserie, Stimme von Grumpy)
- 2018–2020: Harvey Miezen für immer! (Fernsehserie, Stimme von Melvin)
- 2020: Noch nie in meinem Leben … (Never Have I Ever, Fernsehserie)